# 平野又三
平野 又三（ひらの またぞう、1990年12月28日 - ）は、埼玉県浦和市（現さいたま市）出身のプロサッカー選手。ポジションは、ミッドフィールダー（MF）。

## 来歴
9人兄弟の8番目に生まれ、小学校2年の時に三室サッカー少年団でサッカーを始めた。小学校6年で、浦和市の選抜メンバーで作るFC浦和に参加し、全日本少年サッカー大会で全国優勝を経験。三室中学校では浦和レッズジュニアユースに所属したが、ユースチームには上がることができなかった。ジュニアユース時代の同期には山田直輝、高橋峻希、永田拓也がいた。
2006年、長島裕明らに評価され、FC東京U-18に加入。左足の正確な鋭いキックを武器に サイドハーフやサイドバックを務めた。同期には三田啓貴、井上亮太、岩渕良太、畑尾大翔、藤原広太朗、山崎侑輝、山村佑樹らがいた。
2009年、日本体育大学に進学。2011年には、関東2部リーグで優勝し、同大学サッカー部の1部昇格に貢献。背番号10を背負った。2012年、関東大学選抜に選出された。
2013年、FC岐阜トップチームセレクションから合格し、同クラブへ入団。公式戦出場はなく、シーズン終了後に1年で退団。
2014年1月、モンテネグロ1部リーグ・FKブドゥチノスト・ポドゴリツァのキャンプに参加。トレーニングマッチにおける好プレーが評価され、2月に入り同クラブとの契約に至った。同年8月、オーストリア・レギオナルリーガ（3部）・USVアラーハイリゲンへ移籍。2015年よりオーバーリーガ・FCランコヴィッツでプレー。

## 所属クラブ
ユース経歴
- 1998年 - 2002年 三室サッカー少年団
- 2003年 - 2005年 浦和レッドダイヤモンズジュニアユース（さいたま市立三室中学校[3]）
- 2006年 - 2008年 FC東京U-18（埼玉県立新座柳瀬高等学校[5]）
- 2009年 - 2012年 日本体育大学

プロ経歴
- 2013年  FC岐阜
- 2014年2月 -  FKブドゥチノスト・ポドゴリツァ
- 2014年8月 -  USVアラーハイリゲン (USV Allerheiligen)
- 2015年1月 -  FCランコヴィッツ (de:FC Lankowitz)

## 個人成績
| 国内大会個人成績 | 国内大会個人成績 | 国内大会個人成績 | 国内大会個人成績 | 国内大会個人成績 | 国内大会個人成績 | 国内大会個人成績 | 国内大会個人成績 | 国内大会個人成績 | 国内大会個人成績 | 国内大会個人成績 | 国内大会個人成績 |
| 年度             | クラブ           | 背番号           | リーグ           | リーグ戦         | リーグ戦         | リーグ杯         | リーグ杯         | オープン杯       | オープン杯       | 期間通算         | 期間通算         |
| 年度             | クラブ           | 背番号           | リーグ           | 出場             | 得点             | 出場             | 得点             | 出場             | 得点             | 出場             | 得点             |
| 日本             | 日本             | 日本             | 日本             | リーグ戦         | リーグ戦         | リーグ杯         | リーグ杯         | 天皇杯           | 天皇杯           | 期間通算         | 期間通算         |
| ---------------- | ---------------- | ---------------- | ---------------- | ---------------- | ---------------- | ---------------- | ---------------- | ---------------- | ---------------- | ---------------- | ---------------- |
| 2013             | 岐阜             | 16               | J2               | 0                | 0                | -                | -                | 0                | 0                | 0                | 0                |
| モンテネグロ     | モンテネグロ     | モンテネグロ     | モンテネグロ     | リーグ戦         | リーグ戦         | リーグ杯         | リーグ杯         | ツルノゴルスキ杯 | ツルノゴルスキ杯 | 期間通算         | 期間通算         |
| 2013-14          | ブドゥチノスト   |                  | プルヴァ         | 8                | 0                | -                | -                | -                | -                |                  |                  |
| オーストリア     | オーストリア     | オーストリア     | オーストリア     | リーグ戦         | リーグ戦         | リーグ杯         | リーグ杯         | オーストリア杯   | オーストリア杯   | 期間通算         | 期間通算         |
| 2014-15          | アラーハイリゲン | 17               | レギナオル       | 4                | 1                |                  |                  |                  |                  |                  |                  |
| 2014-15          | ランコヴィッツ   | 4                | オーバー         |                  |                  |                  |                  |                  |                  |                  |                  |
| 通算             | 日本             | 日本             | J2               | 0                | 0                | -                | -                | 0                | 0                | 0                | 0                |
| 通算             | モンテネグロ     | モンテネグロ     | プルヴァ         | 8                | 0                | -                | -                | -                | -                | 8                | 0                |
| 通算             | オーストリア     | オーストリア     | レギオナル       | 4                | 1                |                  |                  |                  |                  |                  |                  |
| 通算             | オーストリア     | オーストリア     | オーバー         |                  |                  |                  |                  |                  |                  |                  |                  |
| 総通算           | 総通算           | 総通算           | 総通算           | 12               | 1                | -                | -                | 0                | 0                | 12               | 1                |

- 2014年2月25日：プルヴァ・ツルノゴルスカ・フドバルスカ・リーガ初出場 - 第18節 vsFKデチッチ (Stadion Tuško Polje)

## タイトル

### クラブ
FC浦和
- 全日本少年サッカー大会 (2002年)

FC東京U-18
- イギョラカップ (2006年)
- サニックス杯国際ユースサッカー大会 (2007年)
- Jリーグユース選手権大会 (2007年)
- 関東プリンスリーグ (2008年)
- 日本クラブユースサッカー選手権 (U-18)大会 (2008年)

日本体育大学
- 関東大学サッカーリーグ戦2部 (2011年)